# Крокодил (фільм, 2007)
«Крокодил» (англ. Croc) — американський телевізійний фільм жахів 2007 року.

## Сюжет
Маючи намір прокласти велику автомагістраль на місці приморського зоопарку, власник будівельної компанії розгортає справжню війну за територію, намагаючись розорити його власника будь-якими способами. Однак всі розбіжності відходять на другий план, коли в околицях курорту з'являється гігантський крокодил, який безжально нападає на все живе.

## У ролях
| Актор              | Роль                  |
| ------------------ | --------------------- |
| Майкл Медсен       | Крок Гокінс           |
| Пітер Туінстра     | Джек Макквейд         |
| Шеррі Пхунгпрасерт | Евелін Намавонг       |
| Елізабет Гілі      | Еллісон               |
| Скотт Гейзел       | Тео                   |
| Тавон Саетанг      | Енді Консонг молодший |
| Васан Джунсок      | «Цао» Консонг старший |
| Джек Принйа        | сержант Данг          |
| Дуангдуеан Кумфасі | Чомпу                 |
| Девід Асаванонд    | Сом                   |